# Адађо (ТВ филм)
„Адађо” је југословенски ТВ филм из 1989. године.

## Улоге
| Глумац         | Улога  |
| -------------- | ------ |
| Нада Суботић   | Весна  |
| Бисерка Ипса   | Маја   |
| Зоја Одак      | Зора   |
| Алма Прица     | Мира   |
| Борис Каваца   | Иво    |
| Синиша Поповић | Младен |